# 2011 w Wojsku Polskim
Kalendarium Wojska Polskiego 2011 – wydarzenia w Wojsku Polskim w 2011 roku.

## Styczeń
1 stycznia
- utworzenie 43 Bazy Lotnictwa Morskiego i 44 Bazy Lotnictwa Morskiego[1].

27 stycznia
- minister obrony narodowej nadał 4 Skrzydłu Lotnictwa Szkolnego imię generał brygady pilota Witolda Urbanowicza[2]

## Marzec
20–25 marca
- na poligonie w Drawsku Pomorskim pododdziały 12 Brygady Zmechanizowanej uczestniczyły w ćwiczeniu taktycznym z wojskami pod kryptonimem „Kuguar 11” (dla 1 bpzmot) i „Lotnik” (dla dplot)[3]

## Czerwiec
30 czerwca
- rozformowane zostały placówki Żandarmerii Wojskowej w Brzegu, Miedzyrzeczu i Świętoszowie.

## Sierpnia
2 sierpnia
- Prezydent RP Bronisław Komorowski:

odwołał Bogdana Klicha z urzędu Ministra Obrony Narodowej
powołał Tomasza Siemoniaka na urząd Ministra Obrony Narodowej → Pierwszy rząd Donalda Tuska

## Wrzesień
20 września
- Szef Sztabu Generalnego WP wydał rozkaz nr Z-105/Org. w sprawie organizacji 17 Wojskowego Oddziału Gospodarczego w Koszalinie. Jednostka została sformowana do 31 grudnia 2012[6].

24–30 września
- na poligonie w Drawsku Pomorskim prawie dwa tysiące żołnierzy 12 Brygady Zmechanizowanej wraz z żołnierzami z Kanady, Stanów Zjednoczonych, Niemiec i Wielkiej Brytanii podlegało sprawdzianowi praktycznych umiejętności podczas ćwiczenia „Dragon 11”[7].

## Październik
7 października
- kmdr pil. Tadeusz Drybczewski objął obowiązki dowódcy Brygady Lotnictwa Marynarki Wojennej

19 października
- w Toronto zmarł generał brygady pilot Tadeusz Sawicz

## Listopad
22 listopada
- Liceum Ogólnokształcące o profilu wojskowym przy Zespole Szkół Tekstylno-Handlowych w Żaganiu przyjęło tradycje 22 kompanii zaopatrywania artylerii, a uczniowie otrzymali naszywki z wizerunkiem niedźwiedzia „Wojtka”

30 listopada
- uroczystości pogrzebowe generała brygady pilota Tadeusza Sawicza na Cmentarzu Wojskowym na Powązkach

## Grudzień
6 grudnia
- biskup polowy WP Józef Guzdek zniósł Dekanat Śląskiego Okręgu Wojskowego z siedzibą w Żaganiu

7 grudnia
- biskup polowy WP podziękował księdzu prałatowi pułkownikowi Stanisławowi Szymańskiemu za pełnienie przez dziewięć lat funkcji dziekana Śląskiego Okręgu Wojskowego